# Sotelo (Guanajuato)
Sotelo es una localidad del estado mexicano de Guanajuato. Es parte del municipio de Salamanca.

## Demografía
| Gráfica de evolución demográfica |
|                                  |

| Censo | Población |
| ----- | --------- |
| 1900  | 288       |
| 1910  | 311       |
| 1921  | 120       |
| 1930  | 200       |
| 1940  | 192       |
| 1950  | 206       |
| 1960  | 286       |
| 1970  | 457       |
| 1980  | 886       |
| 1990  | 1 114     |
| 2000  | 1 237     |
| 2010  | 1 383     |
| 2020  | 1 509     |